# Iridopsis litharia
Iridopsis litharia là một loài bướm đêm trong họ Geometridae.